# John Cockcroft
John Douglas Cockcroft (Todmorden, 27 de maio de 1897 — Cambridge, 18 de setembro de 1967) foi um físico britânico.
Recebeu em 1951 o Nobel de Física, por trabalhos pioneiros sobre transmutação de núcleos atômicos através de partícula aceleradas artificialmente.
Descendente de família tradicional no ramo algodoeiro.

## Início de carreira
Os seus estudos secundários foram na Todmorden Secondary School e os estudos superiores na Universidade de Manchester, onde foi aluno de Horace Lamb entre 1914-1915.
Durante a Primeira Guerra Mundial serviu na Artilharia de Campo. Ao retornar para Universidade de Manchester estudou engenharia elétrica no College of Technology.

## Pesquisas
Depois de estagiar por dois anos na Metropolitan Vickers Electrical Company, Cockcroft foi para o St. John's College, Cambridge. Em seguida foi trabalhar no Cavendish Laboratory sob a supervisão de Rutherford.
Em 1928 Cockcroft iniciou suas pesquisas com aceleradores de prótons através de altas tensões, juntamente com Ernest Walton.
Em 1932 Cockcroft e Walton conseguiram transmutar átomos de lítio e boro utilizando prótons de alta energia. Em 1933 produziram radioatividade artificial por prótons e executaram muitas transmutações produzidas por prótons e dêuterons. Em 1929 foi eleito para o grupo de colaboradores do St. John's College.

## Cargos
Em 1934 Cockcroft assumiu o Royal Society Mond Laboratory em Cambridge. Em setembro de 1939 assumiu o cargo de Diretor Assistente de Pesquisa Científica no Ministério de Provisão do Reino Unido. Iniciou em seguida pesquisas para desenvolver um modelo eficiente de radar para vigiar a movimentação aérea na costa inglesa. Foi membro da Missão de Tizard nos Estados Unidos no outono de 1940. Em seguida foi designado chefe no Air Defence Research and Development Establishment.
Em 1944 indo para o Canadá, Cockcroft assumiu o projeto de energia nuclear canadense e se tornou diretor do Montreal and Chalk River Laboratories até 1946, quando retornou para a Inglaterra para assumir o cargo de diretor do Atomic Energy Research Establishment, Harwell.
Entre 1954-1959 foi membro de pesquisa científica da U.K. Atomic Energy Authority; eleito mestre no Churchill College (Cambridge); Chanceler da Australian National University, Canberra;  presidente do Institute of Physics; Physical Society (1960 a 1962) e no British Association for the Advancement of Science (1961 a 1963).
Recebeu doutorados honorários em dezenove universidades, nomeadamente da Universidade de Coimbra (1955), e foi membro honorário de várias sociedades científicas.
Participou da 7ª e 8ª Conferência de Solvay.